# 지구전대 파이브맨
지구전대 파이브맨(일본어: 地球戦隊ファイブマン)은 일본의 특촬 드라마로, 1990년 3월 2일부터 1991년 2월 8일까지 전 48화로 TV 아사히에서 방영되었다.

## 개요
본 작품의 특징으로서
- 슈퍼 전대 시리즈 사상 최초의 남매 간의 전대이다.
- 멤버 모두 초등 학교 교사라는 설정이다. 이에 따른 어린이 관련 스토리도 많이 등장했다.
- 남성용 V체인저 브레이스와 여성용 V체인저 콤팩트와 회원 각자가 다른 변신 아이템을 이용한다. 추가 멤버, 18년 후 《염신전대 고온저》처럼 기본 멤버로 가입이 늦은 멤버의 변신 아이템이 다를 있지만 남녀가 다른 변신 아이템을 사용하는 것은 2013년 현재 본 작품이 유일하다.
- 적 캐릭터로 「악의 전대」라고 할 「은하전대 긴가맨」이 등장했다.

등이 꼽힌다.
제1회에는 호시카와 형제가 파이브맨으로 변신하는 장면은 직접적으로는 그리지 않아 수수께끼의 전사들처럼 표현하고 전투도 거대 경기에서만 살도록 하는 이색의 시작이 됐다. 본 작품에서는 일반인도 제자들과 학교 관계자 등 주로 그들과 접촉의 한 사람은 그들의 정체를 알고 있어, 「종래의 히어로는 일반인은 정체가 불명」있다는 불문율을 깨는 시도도 이루어졌다.
거대 로봇전에도 큰 변화가 일어났으며 5명이 변신을 하지 않는, 혹은 변신이 풀린 상태에서 조종하는 새 연출이 새겨졌다. 과거의 시리즈에서 합체·변형 전의 메카를 조종하는 장면이 단편적으로는 있었지만 거대 로봇을 조종하는 경우는 본 작품이 처음이다. 또 회의에 의해서 레드 이외의 전사가 메인 파일럿이 되기도 했다.
아이 캐치는 화면 우측 하단에 표시되는 "파이브맨"의 로고만 있었다. 제10화까지는 CM전에 클로즈 업된 로고가 표시되고 하단에 진정되고, CM후에 하단의 로고가 다시 클로즈 업 되어 본편에 돌아가는 애니메이션 효과도 있었다.) CM후에 하단의 로고가 다시 클로즈 업 되어 본편에 돌아가는 애니메이션 효과도 있었다.
또 전작 《고속전대 터보레인저》까지 중앙에 크게 표시된 오프닝·엔딩의 스탭 및 서브 캐스트의 표기가 이 나이에서 오른쪽 하기세이 된다. 감독 표기는 제6화까지는 역시 오른쪽 하기세의 표시였으나, 제7화에서 중앙 하부에 표시하게 되었다. 더욱이 제11화에서는 문자가 커졌다.폰트(고 나)는 《초력전대 오레인저》까지는 변함 없었다.
다음번에 예고는 담당하는 자가 다른 작품과 비교하고 자주 변경되었다. 제3화까지는 본 작품의 내레이터, 오노다 에이이치가 그대로 맡고 있었으나 제4화부터 제23이야기까지는 동고로스 역의 성우를 동고로스으로 담당(동고로스의 목소리를 담당하는 성우가 변경되면서 제4화는 카미야마 타쿠조, 제5화 이후는 카토 오사무) 제24화부터는 5군 인형의 성우들이 맡었다. 더욱이 제36화의 예고에서는 변신 멤버를 맡은 5명이 교대로 맡게 됐다. 또 제44화의 예고는 예외적으로 아서 G6의 목소리를 담당한 마츠모토 리카가 주관했다.
기획시의 네이밍은 「브러더맨」, 「벡터맨」이 있다. 슈퍼 파이브 로보의 필살기 '슈퍼 벡터 펀치'는 후자의 흔적이다. 또 《전격전대 체인지맨》에서 몰 안이 됐다 〈지구전대〉를 다시 기용했다.
하지만 시청률은 당시의 최저 기록을 경신하는 상태에 빠졌던(최저 기록은 제26말의 1.8%). 장기 시리즈의 숙명으로, 시리즈 자체의 매너리즘 화가 극도로 달했던 것도 시청률 저하에 박차를 가했다. 사실 당시의 도에이 스태프 사이에는 「전대 시리즈는 있어서 당연히 공기 같은 것」이라는 감각이 만연했고 메인 라이터인 소다도 만신창이로 고생하면서 본 작품을 집필했음을 인터뷰에서 말했다. 또 당시 전대 제작 현장에 대해서 도에이의 시라쿠라 신이치로는 "《파이브맨》에서 《공룡전대 쥬레인저》때까지는 전대 시리즈는 매년 중단 각오로 제작된다"와 최근 증언하고 있다.이 위기감부터 스탭은 다양한 부양책을 강구해도 좀처럼 상승으로 연결되지 않았지만 초대 함장 슈발리에가 등장한 제3쿠르 이후(제27-48회)에 한해서 평균 시청률은 7.8%로 급격히 상승을 보이며 이는 더욱 차기작 《조인전대 제트맨》에서 아메미야 케이타들을 비롯한 젊은 스태프의 대담한 용이나, 당시의 유행을 도입한 트렌디 노선의 도입 등 시리즈의 근본적인 혁신을 시도하는 계기로 이어지고 있다.
장난감 판매도 호조와 말할 수 없고 특징의 1가지이기도 했다. 「남녀가 다른 변신 아이템의 사용」도 역효과를 가져올 결과가 되었다. 특히 후반에 반다이에서 발매된 〈DX 대형 기지 맥스 마그마〉가 각지에서 엄청난 재고의 산더미를 이룬 것은 그 극치라지만 전작 《터보레인저》의 같은 거대 기지 완구 〈DX 터보 빌더〉가 잘 팔린 것과는 대조적인 결과가 되었다. 너무 부진 만큼 파격적인 하락이 벌어졌지만 그래도 재고는 탁 트이지 않고 기록적인 적자가 발생했다.
성우·여배우의 후쿠이 유카리와 오키 카나에 등은 본작의 팬을 공언했다.

## 줄거리
우주항 행이 가능케 된 시대. 생명이 멸종한 별에 녹음을 소생시키는 연구하고 있던 호시카와 박사는 가족에서 지구를 벗어나는 행성 시돈에서 현 별인과 함께 식수 작업을 벌였다. 겨우 녹음이 싹튼 어느 날, 전 은하의 별들의 지배를 획책하는 외계인 군단 '은황제군 존 (Zone)'의 습격을 받는다. 호시카와 부부는 서포트 로봇 아서 G6과 5명의 아이들을 거처로 있던 우주선에 피난시켰고 지구로 귀환시키지만 그들은 생사 불명이 되어 버린다.
그리고 20년 후 부모와 헤어진 5남매는 같은 초등 학교 교사가 되어 있었다. 어느 날 존은 1000번째 별로서 지구 침략을 개시, 총 공격을 가해 존은 호시카와 다섯 남매의 근무하는 뉴타운 초등학교까지도 파괴한다. 그 때 갑자기 3구의 머신이 나타나고 존의 공격을 구축하기 시작했다.
전투기를 차례로 맞아 넋을 잃은 존의 면면을 전에, 머신에서 내린 5명이 모습을 드러냈다. 강화 슈트를 걸친 그들은 스스로 이렇게 말했다, 〈지구전대 파이브맨〉이라고 했다. 그것은 존이 언젠가 지구를 습격할 것이라고 생각하고 침략에 대비한 아서 G6과 함께 몰래 훈련을 쌓아 놓은 그 5남매였다.

## 등장인물

### 지구전대 파이브맨
크레디트 순 이름 순서는 출생 순서와는 다른 빨강·파랑·검정·핑크·노랑의 순서로 되어 있지만, 여기에서 출생 순서에 기재한다.
- 파이브 레드 / 호시카와 가쿠 (星川 学) (국내명(파워레인저 캡틴포스): 파이브 레드 / 성가크)

26세(생일: 1963년 10월 5일). 호시카와 남매의 장남(제1자)이자 과학 교사. 파이브맨 리더.
남매의 아버지 대신 으로서 모두를 뒷받침했기 때문, 책임감이 강한 리더십도 발군이며 다른 형제나 학생의 신뢰도 두텁다. 그러나 유령만은 아주 힘들다. 제32화는 모두에게 27세 생일을 축하 받다가, 슈발리에와 와니까 엘긴의 공격을 받고 사망하고 버리지만 우리니까 엘긴의 시간 조작 능력을 이용한 수미의 작전으로 되살릴 수 있었다.
- 파이브 블루 / 호시카와 켄 (星川 健) (국내명(파워레인저 캡틴포스): 파이브 블루 / 성켄)

25세(1965년생). 호시카와 남매의 차남(제2자)이자 체육 교사. 파이브맨 서브 리더.
성급한 면도 있지만 사람에게도 자신에게도 엄격한 다혈질인 무기에 의존하기보다 육체를 구사해야 한다는 신념의 소유자, 어린이에게 용기를 가르치기 때문에 변신하지 않고 은하 투사를 쓰러뜨린 것도 있다. 스포츠 만능에서 특히 수영과 유도를 잘하는. 전투에는 괴력을 살린 격투전을 주체로 하고 있다. 당초는 타케시만 정말 형제 아닐 예정이며 이 설정은 배우들에게도 알려졌으며, 다른 형제와는 조금 다른 이미지에서 맡고 있었지만 최종적으로 어려운 것으로 알려졌다.
- 파이브 핑크 / 호시카와 카스미 (星川 数美) (국내명(파워레인저 캡틴포스): 파이브 핑크 / 성수미)

23세(1967년생). 호시카와 남매의 장녀(제3자)이자 수학 교사.
모두의 어머니 대신인, 학문과 마찬가지로 남매의 보호자 같은 존재. 그것이 불만을 울적하고 위태롭게 적의 함정에 걸릴 뻔한 일도 있다. 싫어하는 동물은 카멜레온에서 보면 꼼짝 못하게 되어 버릴수록 좋다. 머리 회전이 빠르고 컴퓨터 같은 냉정한 판단력과 분석력으로 리더의 학문을 지원한다. 전투에서는 득의의 펜싱을 주체로 하고 있다.
- 파이브 옐로 / 호시카와 레미 (星川 レミ) (국내명(파워레인저 캡틴포스): 파이브 옐로 / 성레미)

20세(1970년생). 호시카와 형제의 차녀(제4자)에서 음악 교사.
남의 글 화살은 이란성 쌍둥이이다. 절대 음감을 갖고 성격은 명랑 활발하다. 남매 중 막내인 탓에 다소 어린 면이 많다. 또 요리나 청소 같은 가사는 전혀 못하고 오로지 수미와 아서에게 맡기고 있다. 글 화살과 함께 사진으로 밖에 부모님의 얼굴을 모르는 것에 콤플렉스를 안고 있으며, 제31화는 너구리 츠네깅이 낳은 어머니의 환상에 현혹되고 말았다. 전투에서는 득의의 쿵푸를 주체로 하고 문 화살과 쌍둥이만이 가능한 제휴 플레이도 전개.제24화에서는 적인 바투라 병사 339호를 돕고 그에게 "바투라의 목숨도 인간의 목숨도 마찬가지야"라는 등, 적에게 친애적인 일면도 보였다.
- 파이브 블랙 / 호시카와 후미야 (星川 文矢) (국내명(파워레인저 캡틴포스): 파이브 블랙 / 성문후)

20세(1970년생). 호시카와 남매의 막내(제5자)에서 국어 교사.
둘째 레미와는 이란성 쌍둥이이다. 레미처럼 막내 때문인지, 어린 측면이 있고, 음치거나 어려서부터의 버릇도 여전하지만 지기 싫어하는 성격. 우주의 모든 언어를 이해할 수 있을 정도의 어학의 천재이며, 정찰 활동에도 뛰어나다. 전투에서는 득의의 가라데를 주체로 하고, 레미와 쌍둥이만이 가능한 제휴 플레이도 전개. 제36화에서 전갈 메기 긴 힘으로 레미와 몸을 교환했을 때는 변신 불능이 되면서도 쌍둥이만의. 호흡으로 전갈 메기 긴을 흔들었다.

### 조력자
- 아서 G6

호시카와 박사가 제작한 서포트 로봇. 통칭은 <아서>에서 일인칭은 <나>. 어린 남매를 사람으로 키웠다. 5명이 전사로 나서서는 후방에서 지원하는 지휘관 역할도 한다. 카메라 기능을 가진 두 눈을 깜박이며 날리는 충격파 〈아서 플래시〉가 주무기로 거대화 전의 은하 투사를 메치다 정도의 힘도 있다. 빌리언과 덴키 우나 긴에서 파이브 맨을 지키는 바람에, 날아가서 깨진 적이 있다. 그 뒤 발명을 좋아하는 소년 '타로'에게 발탁되어 수리됐지만"로우"으로 명명되어 일시적으로 기억 상실증에 걸린다. 제12화로 "어스 캐넌"으로 변신하는 능력을 얻는다 (그 전조로 하늘을 날기 시작하거나 눈에 설계도가 나오거나 한다).

### 내용주
1. ↑  "○○전대"표기가 없는 것은 7년 후 《전자전대 메가레인저》까지 지속했다.(《공룡전대 쥬레인저》는 제32화 이후. 또 《조인전대 제트맨》, 《격주전대 카레인저》는 영어 표기
2. ↑  다만 중요한 말과 종반에서는, CM후 애니메이션 효과를 생략하는 것도 있었다.
3. ↑  다만 《쥬렌자》 《오성전대 다이레인저》는 주제가 표기만 중앙에 표시되고 있다.
4. ↑  《카레인저》에서는 고 나의 이탤릭체가 사용되고 있었다.
5. ↑  35화에서는 레미와 문 화살의 아버지 대신 수업 참관도 오고 있다.
6. ↑  프로그램 엔딩 영상에서는 어린 날 남매의 시치고 산이나 입학식 때 보호자로 나온다.

### 참조화수
1. ↑  《25대 슈퍼 전대 시리즈 완전 머티어리얼 북 상권》(경문사 간)P.100
2. ↑  〈우주선적 미녀 도감 후쿠이 유카리〉《우주선 YEAR BOOK 1999》 아사히 소노라마 〈우주선 별책〉, 1999년 5월 하루, 72쪽.잡지 코드:01844-05.
3. ↑  "쇼커 O야의 비밀 기지에 요코소)! 제98회(게스트:신달곡 케이 씨)". 고양이의 꼬리 프로지에크토 고양이분!(2015년 12월 1일). 2016년 4월 25일 열람.